# Гюнтер Шварцбурзький
Гюнтер Шварцбурзький (нім. Gunther von Schwarzburg; 1304 — 4 червня 1349) — король Німеччини з 30 січня до 26 травня 1349 року. Правнук Данила Галицького, дочка якого Софія була дружиною Генріха V, графа Шварцбург-Бланкенбургського, сином яких був батько Гюнтера.

## Життєпис
Походив з роду Шварцбургів з Тюрингії. Син графа Генріха VII Шварцбург-Бланкенбурга та Гізели Глейхен-Тонна. Після смерті батька 1324 року став володарем родинних земель як Гюнтер XXI. 1331 року одружився з Єлизаветою фон Ґонштейн, донькою графа Ґонштейна.
З 1330-х років опинився при дворі імператора, виконуючи дипломатичні доручення Людвіга IV Віттельсбаха. Після смерті імператора Людвіга IV в 1347 році Віттельсбахи довго не могли обрати кандидата на німецький трон. Едуард III, король Англії, та маркграф Фрідріх Мейсенський відмовилися від корони. Тоді вибір припав на Гюнтера XXI. 30 січня 1349 року чотири курфюрста на з'їзді поблизу Франкфурта обрали його королем на противагу Карлу IV.
6 лютого Гюнтер вступив до Франкфурта, де був коронований Генріхом фон Вірнебургом, колишнім архієпископом Майнца. Проте Карлу IV вдалося схилити на свій прихильників Гюнтера — пфальцграфа Рудольфа Віттельсбаха і Людвіга V, маркграфа Бранденбурга. 24 травня Гюнтер зазнав поразки у битві при Ельтвіле. 26 травня він відмовився від претензій на німецьку корону в обмін на суму в 20 тисяч марок, але незабаром після цього захворів (за одними даними на мор, за іншими — було отруєно) і вже 14 червня помер.
Графство успадкував його син Генріх.

## Родина
Дружина — Єлизавета, донька Генріха IV, графа Ґонштейна
Діти:
- Генріх (д/н-1357)
- Софія, дружина Фрідриха фон Орламюнде
- Єлизавета
- Агнеса
- Мехтильда